# 대한민국 민법 제318조
대한민국 민법 제312조는 전세권의 존속기간에 대한 민법 물권법 전세권 조문이다. <개정 1997.12.13, 2001.12.29>

## 조문
제318조(전세권자의 경매청구권) 전세권설정자가 전세금의 반환을 지체한 때에는 전세권자는 민사집행법의 정한 바에 의하여 전세권의 목적물의 경매를 청구할 수 있다.

第318條(傳貰權者의 競賣請求權) 傳貰權設定者가 傳貰金의 返還을 遲滯한 때에는 傳貰權者는 민사집행법의 定한 바에 依하여 傳貰權의 目的物의 競賣를 請求할 수 있다.

## 참고 문헌
- 강태성. "민법 제315조․제317조․제318조에 대한 검토 및 개정안." 토지법학 34.2 (2018): 163-202.
- 오현수, 일본민법, 진원사, 2014. ISBN 978-89-6346-345-2
- 오세경, 대법전, 법전출판사 , 2014 ISBN 978-89-262-1027-7
- 이준현 , LOGOS 민법 조문판례집, 미래가치, 2015. ISBN 979-1-155-02086-9